# Cratere Aloha
Aloha è un cratere lunare di 2,55 km situato nella parte nord-occidentale della faccia visibile della Luna.